# Alex Pavlov
Pour les articles homonymes, voir Pavlov.
Alex Pavlov, né le 22 janvier 1983 à Saint-Pétersbourg, est un coureur cycliste sud-africain. 

## Biographie
En 2005, Alex Pavlov devient champion d'Afrique du contre-la-montre. L'année suivante, il se classe deuxième du Tour de Maurice derrière Chris Froome, qui court alors sous nationalité kényane. Il termine également troisième du championnat d'Afrique du Sud du contre-la-montre.

## Palmarès
- 2004
  - CEOS Cycle Challenge
- 2005
  -  Champion d'Afrique du contre-la-montre
  - 2e et 3e (contre-la-montre par équipes) étapes du Tour d'Égypte
- 2006
  - Tshware Capital Classic
  - 2e du Tour de Maurice
  - 3e du championnat d'Afrique du Sud du contre-la-montre
- 2011
  - 2e du Panorama Tour
- 2016
  - Clover Tour :
    - Classement général
    - 1re et 4e étapes

## Classements mondiaux
| Année           | 2005 | 2006 | 2007 |
| --------------- | ---- | ---- | ---- |
| UCI Africa Tour | 34e  | 19e  | 184e |